# Quebrador de cunhas
O quebrador de cunhas é uma classe de ferramentas manuais usada em demolições. Trata-se dum tipo de equipamento que se insere na categoria de demolição através de equipamento mecânico e cujo funcionamento consiste na transmissão de pressão à peça a ser demolida através da inserção duma cunha metálica com recurso a equipamento pneumático.